# コローニ・C3C
コローニ・C3C (Coloni C3C) は、コローニ・レーシングが1990年のF1世界選手権に投入したフォーミュラ1カー。
コローニは1990年シーズンにスバルの水平対向12気筒エンジン搭載のコローニ・C3Bで臨んだ。C3Bはライフ・L190に次ぐ失敗作であった。コローニとスバルの提携が6月に解消され、チームは後半戦を独自のエンジンで戦わなければならなくなった。シーズン終了後、C3Cは小改良が施され、1991年にコローニ・C4として再び使用された。

## 開発
コローニ・C3Cは、1989年のコローニ・C3を元に開発された。コローニは1990年初めに2台のC3の内1台をモトーリ・モデルニ製スバルエンジンを搭載できるように改修し、C3Bを製作した。もう一台のC3は改修されずに残されていたが、C3Bの開発が夏に放棄された後、残されていたシャシーから1台のC3Cが製作された。
C3同様にC3Cもモトーリ・モデルニ製のスバルエンジンよりも軽量、強力でより耐久力を持つコスワース製DFR・8気筒エンジンを搭載した。このエンジンはラングフォード&ペックがチューニングを行った。
技術的な面ではいくつかの変更が行われた。C3Cは1990年ドイツグランプリでデビューした。ハンガリーグランプリ前にエンジンカバーを中心にマイナーな空力的変更が行われた。エアスクープは以前より長くなり、カバーはギアボックスに向かってまっすぐに伸ばされた。
C3Cは以前のコローニのマシンと同じく明るい黄色で塗装された。

## シャシー

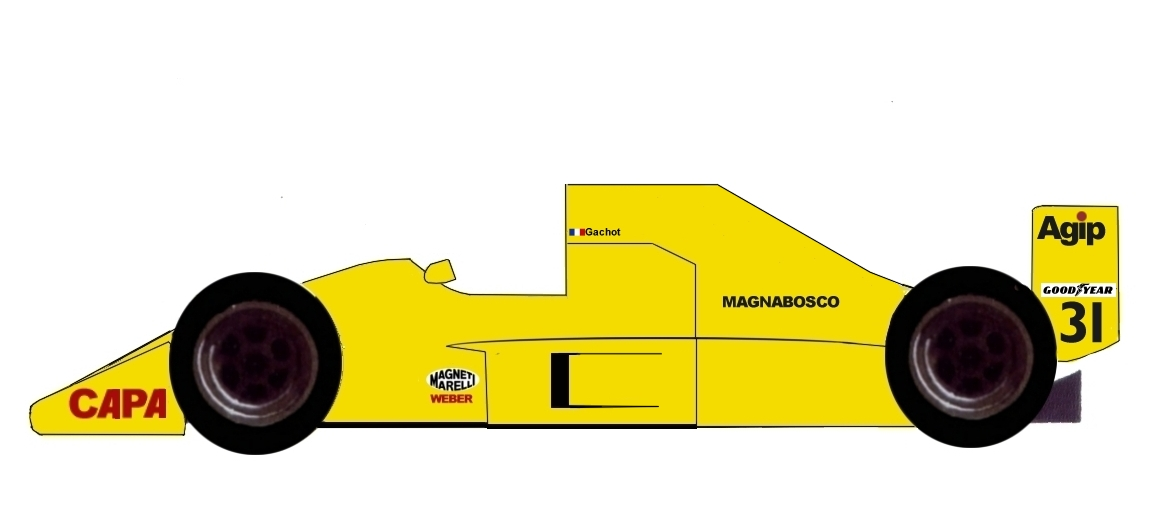
1990年ハンガリーGPから使用されたC3C：新型エンジンカバーを装備

C3Cは3台が製作された。製作されたシャシーは順に使用された。
- C3C/1はドイツグランプリでのみ使用された。このシャシーはガショーがドライブし、ホッケンハイムでアクシデントのため大きく破損した。
- ハンガリーグランプリではC3C/3が登場した。それはC3C/1をリビルドし、新しいシャシー番号が付けられた物だった。C3C/1と比べると、リアエンドに若干の変更が加えられた[6]。このシャシーはハンガリーとベルギーで使用された。
- イタリアグランプリでC3C/5がデビューした。このシャシーはその年の残りすべてのレースで使用された。

## レース戦績
コローニ・C3Cはドイツグランプリでデビューし、1990年の後半8レースに参加した。ドライバーは前半に引き続いてベルトラン・ガショーが担当した。C3Cはコスワース製エンジンを搭載し、C3Bよりも速かったが、いまだ他チームのマシンと争えるレベルには無かった。ドイツとハンガリーでガショーは予備予選落ちした。モンテベルディ、ライフ、ユーロブルンが撤退し、シーズン後半に予備予選は無くなったが、ガショーは予選も通過できなかった。

## F1における全成績
(key) （太字はポールポジション）
| 年     | シャシー      | エンジン        | タイヤ | 車番 | ドライバー           | 1   | 2   | 3   | 4   | 5   | 6   | 7   | 8   | 9    | 10   | 11  | 12  | 13  | 14  | 15  | 16  | ポイント | 順位 |
| ------ | ------------- | --------------- | ------ | ---- | -------------------- | --- | --- | --- | --- | --- | --- | --- | --- | ---- | ---- | --- | --- | --- | --- | --- | --- | -------- | ---- |
| 1990年 | コローニ・C3C | フォード V8 3.5 | G      |      |                      | USA | BRA | SMR | MON | CAN | MEX | FRA | GBR | GER  | HUN  | BEL | ITA | POR | ESP | JPN | AUS | 0        | -    |
| 1990年 | コローニ・C3C | フォード V8 3.5 | G      | 31   | ベルトラン・ガショー |     |     |     |     |     |     |     |     | DNPQ | DNPQ | DNQ | DNQ | DNQ | DNQ | DNQ | DNQ | 0        | -    |

## 参照
1. ↑  Motorsport aktuell. Heft 32, 1990, S. 10.
2. 1 2  Alan Henry: Auto Course 1990/91. Osprey Publishing Ltd, London 1991, ISBN 0-905138-74-0, S. 89.
3. ↑  実質的にはスバルF12エンジンは、公称スペックの最高出力600馬力強はおろか、450馬力弱程度しか出ないF1エンジンとしては欠陥品と呼べるほどの代物であったとされ、結果的にDFRに換装したことにより、100馬力以上パワーが向上している。
4. ↑  Entwicklungsgeschichte der Cosworth-Motoren auf www.research-racing.de (abgerufen am 15. Februar 2011).
5. ↑  Hodges: Rennwagen von A–Z nach 1945. 1994, S. 75.
6. ↑  Alan Henry: Auto Course 1990/91. Osprey Publishing Ltd, London 1991, ISBN 0-905138-74-0, S. 188.